# Raffinerie de Mazyr

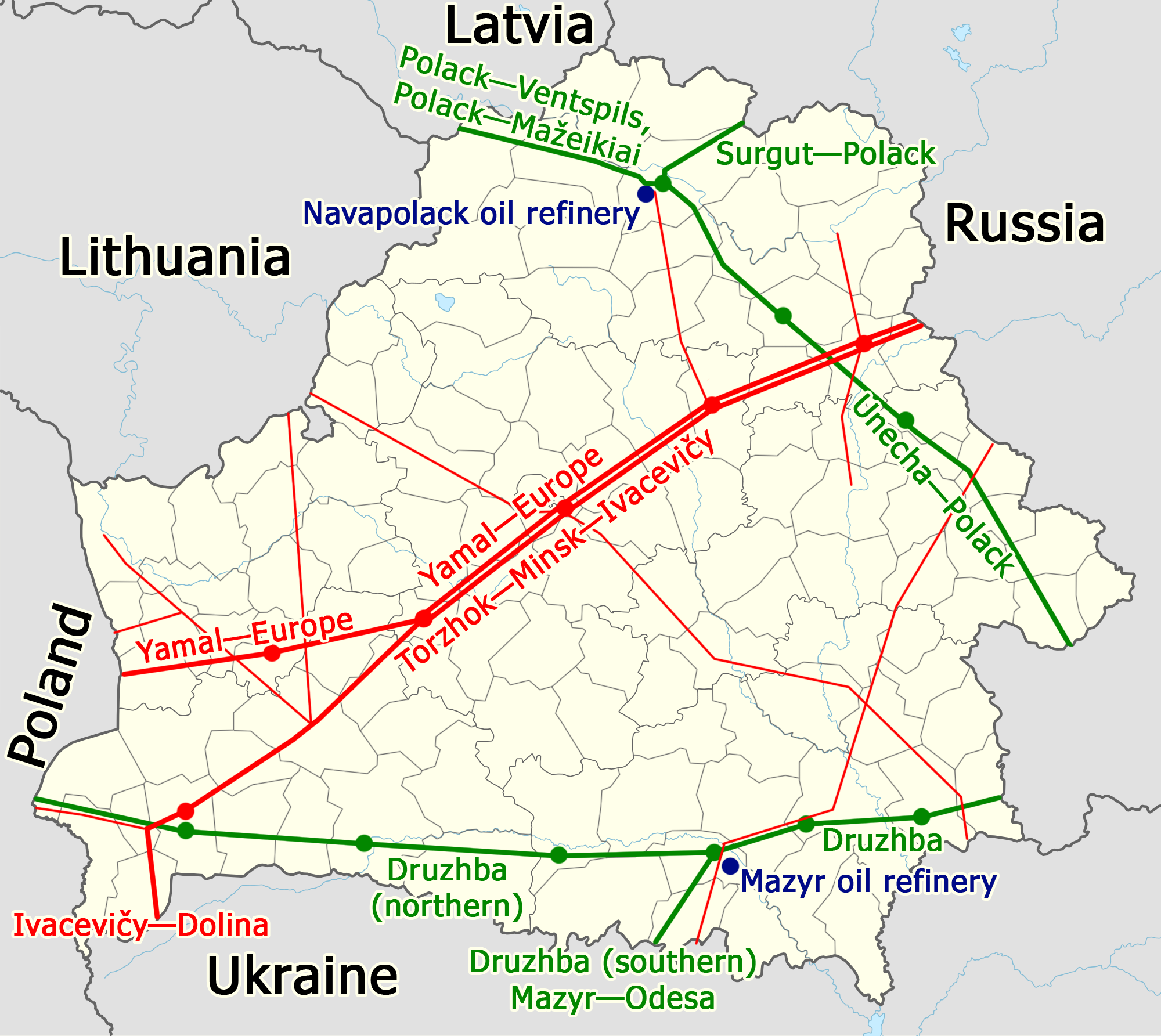
Carte des raffineries de pétrole (bleu), oléoducs (vert) et gazoducs (rouge) principaux en Biélorussie.

La raffinerie de Mazyr, ou raffinerie de Mozyr (en russe : Мозырский нефтеперерабатывающий завод ; en biélorusse : Мазырскі нафтаперапрацоў чы завод) est l'une des deux raffineries de pétrole de Biélorussie (l'autre étant située dans la ville de Navapolatsk). La raffinerie est située dans la ville de Mazyr (ou Mozyr). En mai 2022, la raffinerie traitait 13 700 tonnes de pétrole par jour.
En octobre 2022, l'Ukraine impose des sanctions à la raffinerie de Mazyr.